# De Havilland Oxford
de Havilland Oxford (původním označením Airco DH.11) byl britský dvoumotorový dvouplošný bombardér zkonstruovaný v období první světové války aby nahradil dřívější Airco D.H.10 Amiens. Byl navržen s neúspěšnými hvězdicovými motory ABC Dragonfly a projekt skončil stavbou jednoho prototypu.

## Vývoj
Typ byl Geoffreyem de Havilland pro Aircraft Manufacturing Company navržen jako dvoumotorový denní bombardér, který by nahradil starší DH.10. Typ byl, na základě požadavků zákazníka, navržen s pohonem  hvězdicovými motory ABC Dragonfly, které slibovaly dodat skvělé výkony a byly objednány ve velkém množství jako pohonná jednotka pro většinu nových typů objednávaných Royal Air Force v tomto období.
DH.11 byl dvoumotorový dvouplošník dřevěné konstrukce a tříkomorovým systémem mezikřídelních vzpěr mezi křídly. Aerodynamicky čistý trup s dřevěnou příhradovou kostrou vyplňoval celou výšku mezi křídly, a poskytoval dobré výstřelné pole dvěma střelcům, stanoviště jednoho z nichž se nacházelo v přídi letadla, a druhé uprostřed hřbetu trupu, za odtokovou hranou horního křídla. Obě shodné nosné plochy měly celodřevěné kostry, dva nosníky a rohově vyvážená křidélka.
První prototyp vzlétl poprvé v lednu 1919, poháněn dvěma motory Dragonfly o výkonu 320 hp (238,6 kW). Při zkouškách byly zjištěny problémy s ovládáním a typ byl handicapován naprostou nespolehlivostí pohonných jednotek, které měly sklon k přehřívání a nadměrným vibracím, a jejich výkony nedosahovaly předpokládaných. Stavba dalších dvou prototypů (H5892 a H5893) byla v roce 1919 zrušena, a k náhradě letounů DH.10 jiným typem tak v té době nedošlo.

## Varianty
Oxford Mk.I
Prototyp se dvěma motory ABC Dragonfly o výkonu 320 hp (~239 kW).
Oxford Mk.II
Navrhovaná varianta se dvěma kapalinou chlazenými přeplňovanými řadovými motory Siddeley Puma. Nerealizována.
DH.12
Nvarhovaná verze s motory ABC Dragonfly a modifikovaným střeleckým stanovištěm. Ke stavbě nedošlo.

## Specifikace (Oxford Mk.I)

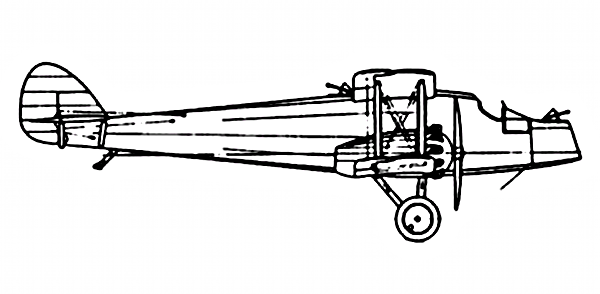
DH.11

Údaje dle

### Technické údaje
- Osádka: 3 (pilot a dva střelci)
- Rozpětí: 18,34 m (60 stop a 2 palce)
- Délka: 13,79 m (45 stop a 2 3/4 palce)
- Výška: 4,12 m (13 stop a 6 palců)
- Nosná plocha: 66,8 m² (719 čtverečních stop)
- Prázdná hmotnost: 1 866 kg (4 105 liber)
- Maximální vzletová hmotnost: 3 191 kg (7 020 lb)
- Pohonná jednotka: 2 × vzduchem chlazený devítiválcový hvězdicový motor ABC Dragonfly
- Výkon pohonné jednotky:  320 hp (238,6 kW)

### Výkony
- Maximální rychlost: 198 km/h (107 uzlů, 123 mph)
- Dostup: 4 400 m (14 500 stop)
- Vytrvalost: 3 hodiny letu
- Výstup do výše 3 048 m (10 000 stop): 13 minut 45 sekund

### Výzbroj
- 2 × pohyblivý kulomet Lewis ráže 7,7 mm na oběžných kruzích Scarff
- 4 × 104kg (230lb) letecká puma v trupové pumovnici